# Kasza kukurydziana

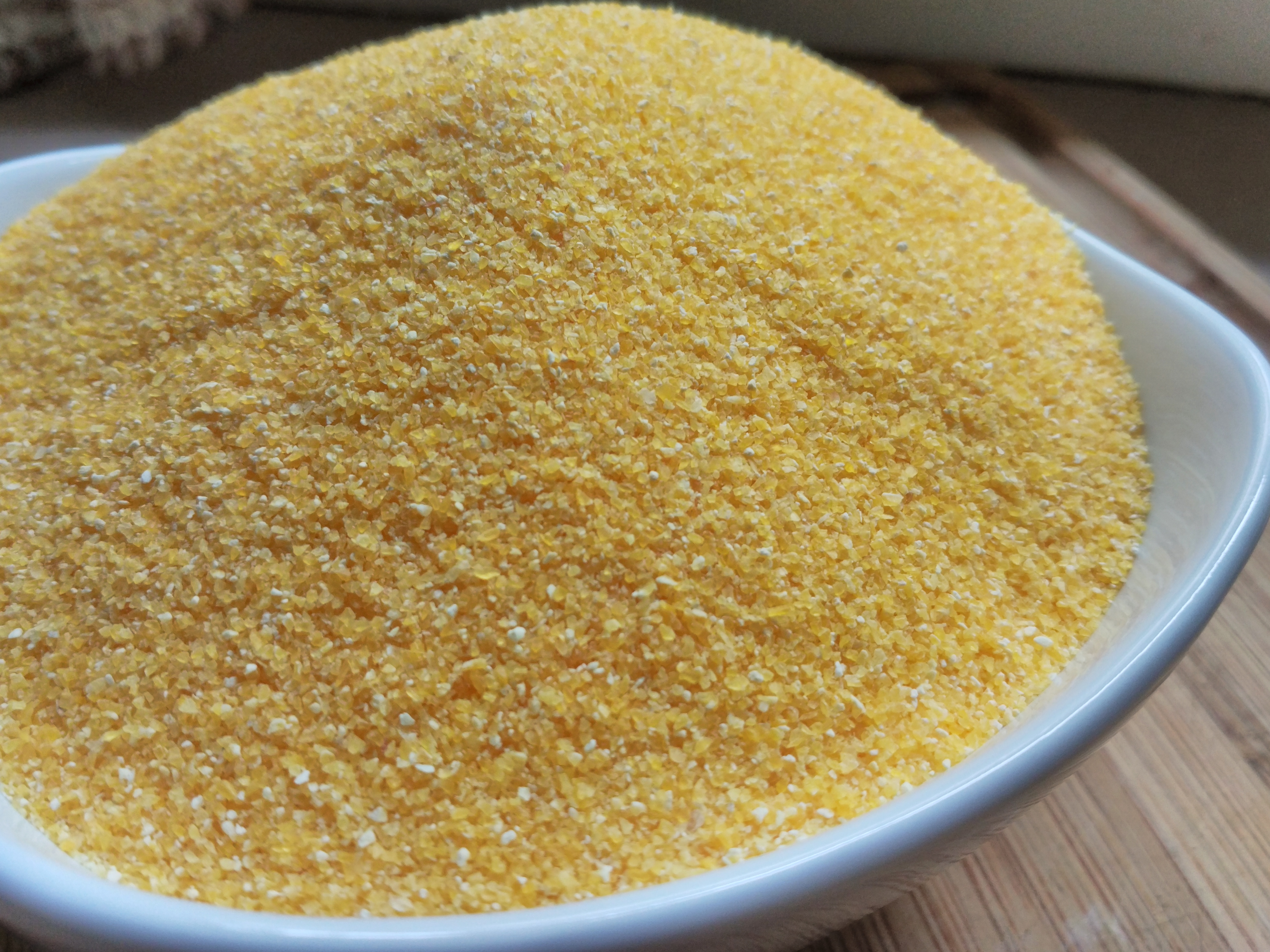
Kasza kukurydziana przed ugotowaniem

Kasza kukurydziana – produkt spożywczy uzyskiwany z kukurydzy w postaci drobnego i grubego grysiku.

## Wartości odżywcze
Dostarcza błonnika, witamin B1 i PP, beta-karotenu oraz witaminę E. Białko zawarte w kaszy kukurydzianej nie zawiera tryptofanu, przez co nie wywołuje odczynów alergicznych.

## Sztuka kulinarna
Ma lekko gorzkawy smak. Kaszę kukurydzianą dodaje się do gulaszów, zup. Przyrządza się z niej zapiekanki – dobrze komponuje się z cebulą i żółtym serem. Jest bardzo popularna w Ameryce Południowej i Środkowej – w kuchni meksykańskiej wypieka się z niej tortille. W kuchni włoskiej przyrządza się z niej polentę, a w kuchni rumuńskiej – mamałygę.
Kasza kukurydziana po ugotowaniu zwiększa swoją masę i objętość w następujący sposób:
- uzyskana konsystencja gęsta rozklejona: przyrost 250% objętości i 230% masy – gdy 1 kg kaszy i 33 g soli wchłonie ok. 2,3 kg wody[2];
- uzyskana konsystencja półgęsta: przyrost 270% objętości i 250% masy – gdy 1 kg kaszy i 35 g soli wchłonie ok. 2,5 kg wody[2].